# Faust Miklós
Faust Miklós (Nagyberény, 1927. december 25. – Betsville, Maryland, 1998. június 6.) kertészmérnök, gyümölcsészeti kutató.

## Életpályája
A Kertészeti és Szőlészeti Főiskolán 1952-ben szerzett diplomát. Először a Császártöltési Állami Gazdaságban, majd az Állami Gazdaságok Bács Megyei Igazgatóságán dolgozott 1957-ig, amikor az Egyesült Államokba távozott.
Először gyakorlati szakemberként helyezkedett el a Rutgears Egyetemen, ahol a munka mellett 1960-ban egyetemi diplomát szerzett kertészeti termesztésből. Ezt követően gyümölcstermelő és –forgalmazó vállalatnál dolgozott. Szakmai érdeklődése a kutatás felé irányította: a Cornell Egyetemen képezte magát tovább, elsősorban a növényélettan és a biokémia területén. Doktori (Ph.D.) fokozatát is itt, 1962-ben szerezte. Ezt követően az Amerikai Mezőgazdasági Minisztérium Kutatási Központjánál (USDA), a Maryland állambeli Beltsville-ben helyezkedett el 1966-ban, hat évvel később már a Gyümölcskutatási Osztály vezetője lett.
Harmincéves beltsville-i tudományos pályafutása során többek között vizsgálta és tisztázta a gyümölcsfák érés előtti élettani folyamatait, különös tekintettel a fedőszín kialakulására és a tárolhatóságra, a tárolási rendellenességek kérdéseit és összefüggéseit, a gyümölcsfák törpésítésének élettani hátterét, a virágrügyképződés mechanizmusát, valamint a téli mélynyugalom kérdéseit.
Több mint kétszáz tudományos cikke, bírálata és könyve jelent meg. A mérsékelt égövi gyümölcsfák élettani folyamatairól írt művét kézikönyvként használják az egész világon. Széleskörű tudásának eredményeként született meg szerkesztésében, mintegy félszáz társszerző bevonásával a „Kína 2050-ben – országstratégia” című tanulmánykötet.
Nyugdíjba vonulása után monográfiákban dolgozta fel az őszibarack, a cseresznye és a meggy, a kajszi és a szilva eredetét és földrajzi elterjedésének történetét, amelyek készítésébe szívesen vont be magyar kutatókat. Halálakor a dióról szóló átfogó tanulmány kéziratán dolgozott, szintén magyar társszerzőkkel.
A FAO szakértőjeként több távol-keleti ország gyümölcstermesztésének fejlesztését segítette elő. A FAO szakértőjeként több távol-keleti ország gyümölcstermesztésének fejlesztését segítette elő. A FAO által támogatott kínai kutatások témavezetőjeként létrehozták, majd folyamatosan továbbfejlesztették a Shanxi Gyümölcstermesztési Kutató Intézetet. Vendégprofesszorként több alkalommal tartott Kínában előadássorozatot.
Szakmai társaságok aktív tagja volt, a Nemzetközi Növénytáplálási Tanácskozások elnöke 1982-1986-ig, a Nemzetközi Kertészeti Tudományos Társaság Gyümölcstermesztési Szekciójának alelnöke 1992 és 1996 között.
Szülőhazájához számtalan szakmai és baráti szállal kötődött. Fáradhatatlan energiával, önzetlenül segítette a magyar kertészet, elsősorban a gyümölcstermesztés és a növényvédelem fejlődését. 1998 februárjában a „Magyarország 2000” rendezvénynek volt a kormány által meghívott előadója. Ennek nyomán a Kína számára készített stratégia mintájára mintegy húsz társszerzővel megindult a „Magyarország gyümölcstermesztése – 2020” című tanulmány előkészítése, amelyhez két fejezet megírását tervezte. Sajnos e fejezetek elkészítésére már nem maradt ideje.
Évtizedeken keresztül óriási lehetőséget nyújtott a magyar szakemberek eredményeinek a külföldi megismertetésében. Nemzetközi megbízatásai során szívesen társult magyar kutatókkal. Háza minden magyar előtt nyitva állt, minden hozzá fordulón segített, megszervezte programjukat, kalauzolta őket. Bemutatta a több ezer hektáros egybefüggő alma-, őszibarack- és dióültetvényeket, szamócásokat, a melléjük épített hatalmas tárolókat, feldolgozókat, rámutatva ezzel a termelők összefogásának szükségességére a termelésben és a feldolgozásban egyaránt. Ez volt egyik legfontosabb üzenete a magyar kertészek számára, amely napjainkban különösen időszerű.
Legtöbb elképzelését meg tudta valósítani szorgalma, tehetsége és akaratereje révén. Most az egyszer túlbecsülte lehetőségeit. 1998. június 6-án, három nappal tervezett magyarországi útja előtt bekövetkezett hirtelen halála megakadályozta abban, hogy ismét segítsen a magyaroknak.

## Emlékezete
Nagyberényben általános iskola viseli a nevét. (Dr. Faust Miklós Általános Iskola).

## Díjai, elismerései
1992-ben a Kertészeti és Élelmiszeripari Egyetem díszdoktorrá avatta.